# Jaskinia na Tomaszówkach Górnych
Jaskinia na Tomaszówkach Górnych – jaskinia znajdująca się w górnej części Doliny Będkowskiej na terenie gminy Wielka Wieś, w powiecie krakowskim, w województwie małopolskim. Pod względem geograficznym jest to obszar Wyżyny Olkuskiej w obrębie Wyżyny Krakowsko-Częstochowskiej.

## Opis jaskini
Jaskinia znajduje się w skale na zachodnim zboczu Tomaszówek Górnych. Skała ta jest udostępniona do wspinaczki skalnej. Położona jest w niedużej odległości od udostępnionej turystycznie Jaskini Nietoperzowej. Oprócz tej jaskini w Tomaszówkach Górnych znajduje się jeszcze Jaskinia Mała na Tomaszówkach Górnych.
Główny otwór jaskini ma wysokość 5 m, szerokość 2 m i znajduje się we wnęce skały. Za nim ciągnie się szczelina o długości 5 m. W północnym kierunku odchodzi od niej korytarz wyprowadzający przez drugi, niewielki otwór na powierzchnię skały na wysokości około 2 m nad ziemią. Dalszy ciąg głównego korytarza po około 4 m kończy się ślepo w niewielkiej salce z kotłem wirowym w stropie.
Jest to jaskinia krasowa, wytworzona w wapieniach jury późnej. O jej krasowym pochodzeniu świadczą drobne kanały krasowe i kotły wirowe powstałe w strefie saturacji. Oprócz nich na ścianach występują drobne wżery i różnorodne nacieki: kożuchy mleka wapiennego, grzybki i polewy. Jaskinia z wyjątkiem końcowego odcinka korytarza jest sucha, a jej klimat w znacznym stopniu jest uzależniony od środowiska zewnętrznego. Początkowa jej część jest jasna, końcowa ciemna. W oświetlonych partiach jaskini na ścianach rosną glony. Ze zwierząt obserwowano motyle (paśnik jaskiniec Triphossa dubitata, szczerbówka ksieni Scoliopteryx libatrix, rusałka pawik Inachis io), pająki i komary. 

## Historia poznania i dokumentacji
Jaskinia znana była od dawna i często jest odwiedzana. W piśmiennictwie po raz pierwszy wzmiankował ją Z. Ciętak w 1935 r. (wymienił ją w spisie jaskiń południowej części Wyżyny Małopolskiej). Pierwszy jej opis sporządził K. Kowalski w 1951 r. Aktualną dokumentację opracował A. Górny w 2009 r., a plan sporządził M. Napierała. W 1981 r. Sanocka-Wołoszynowa badała florę pajęczaków, a w 1999 r. A. Pazdur i in. datowali nacieki.

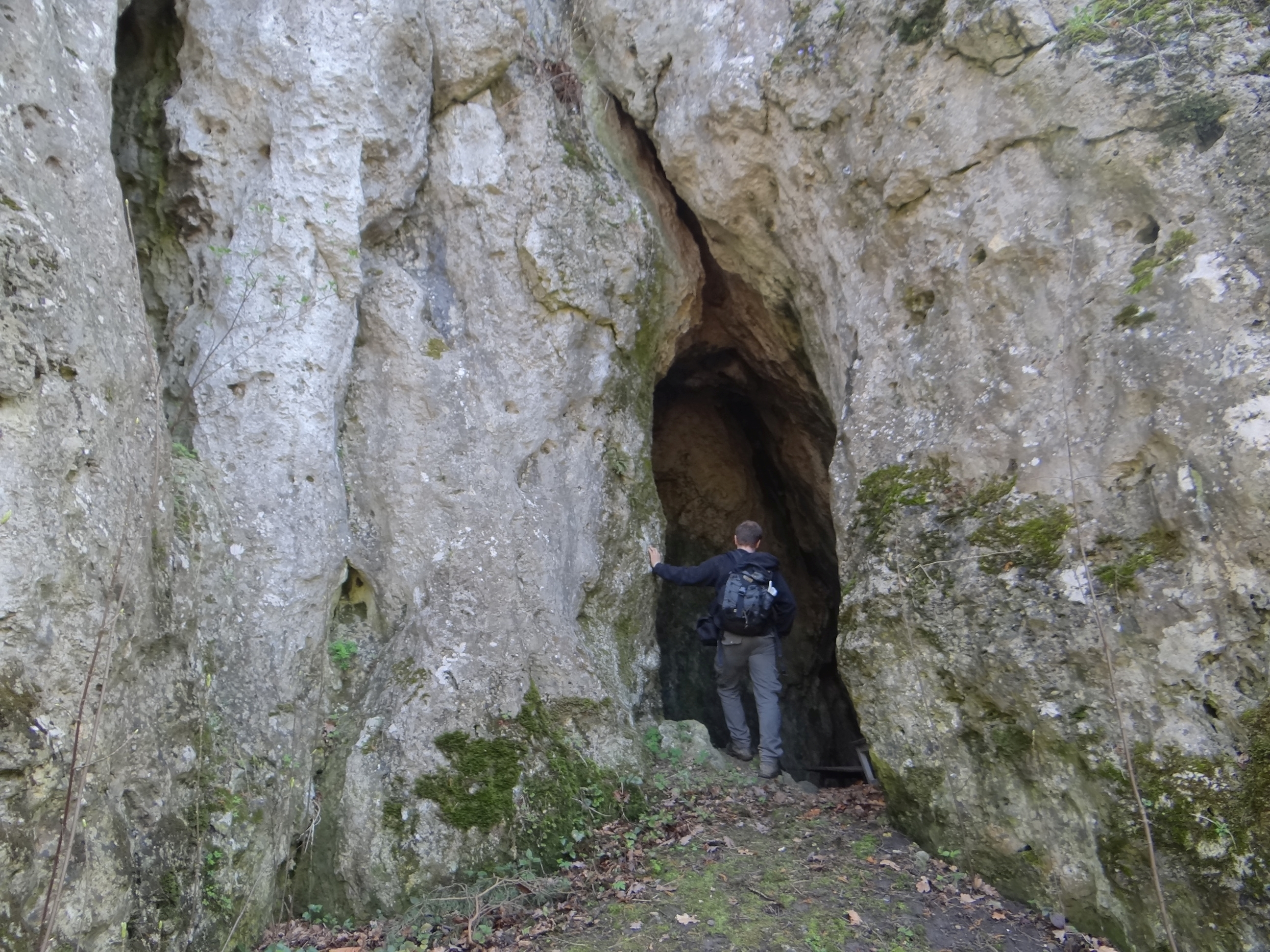
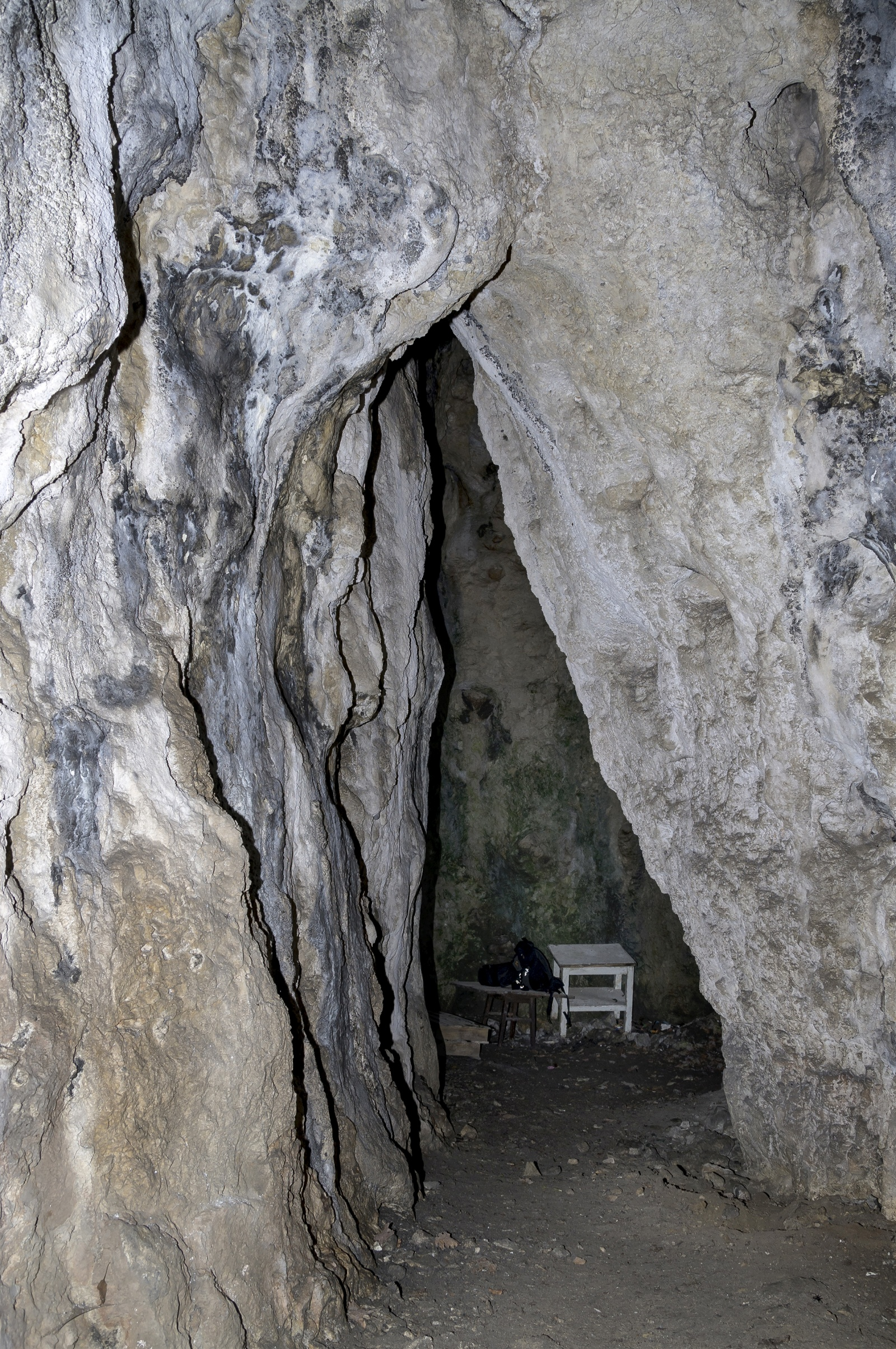
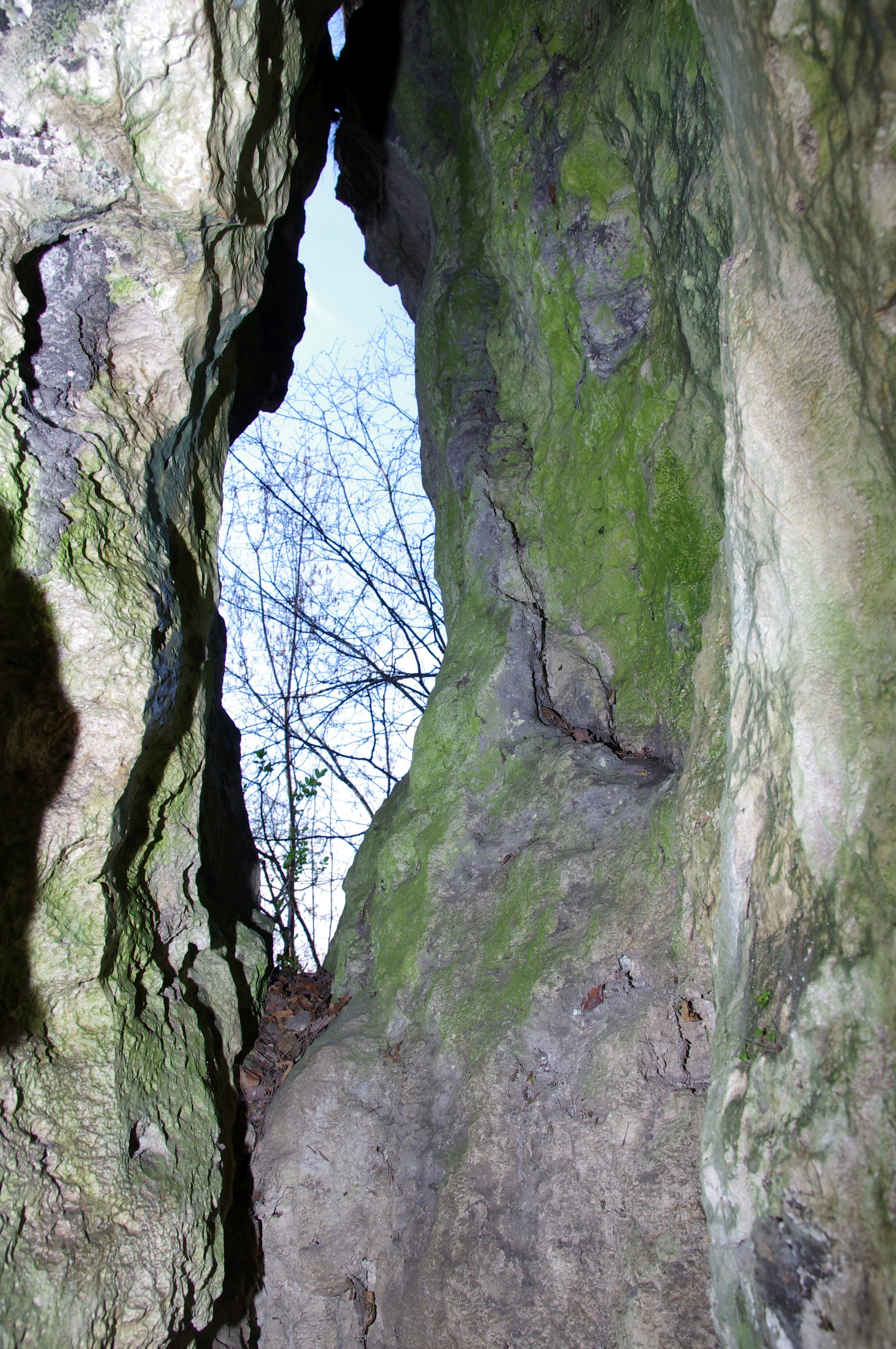
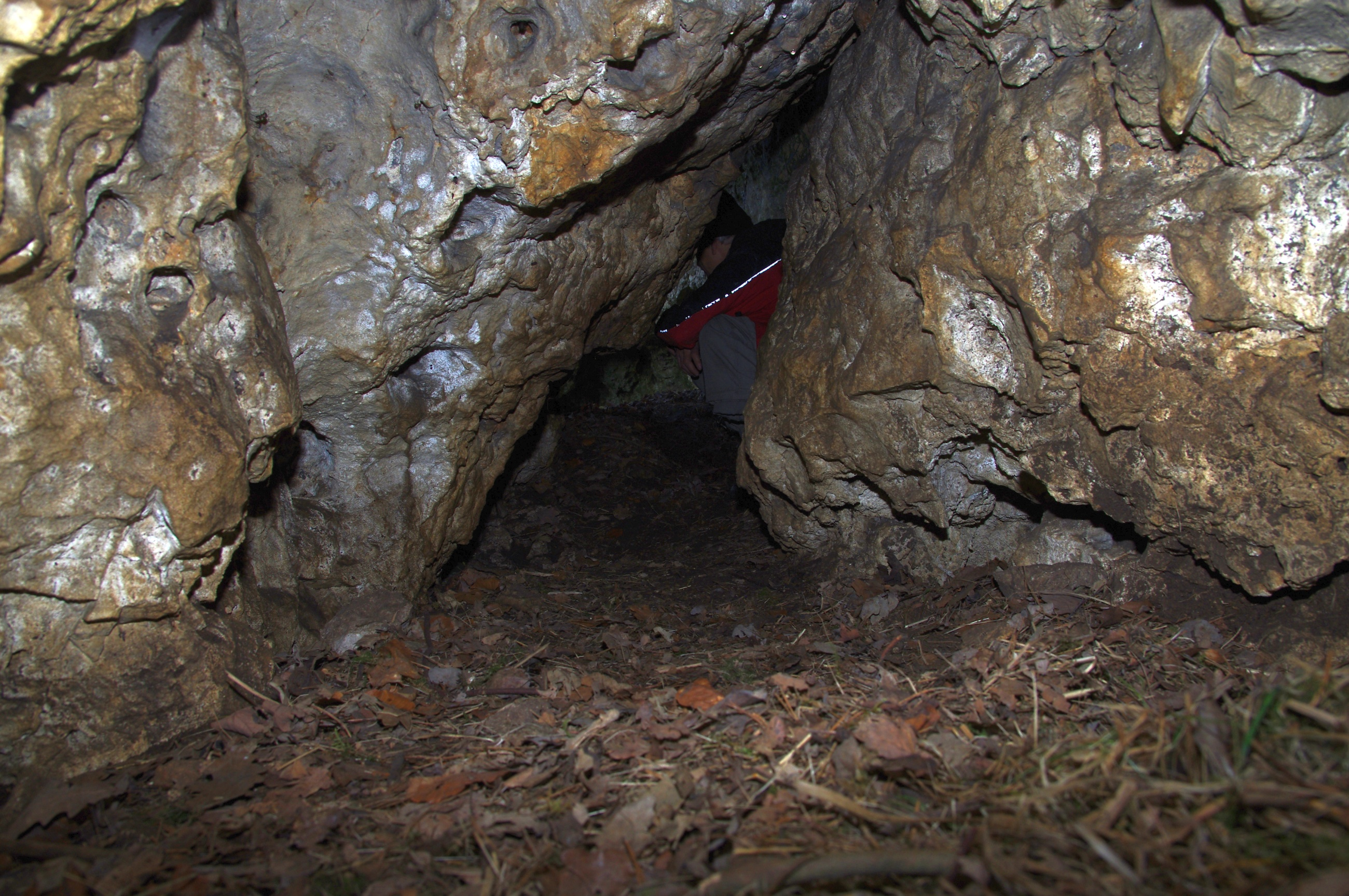
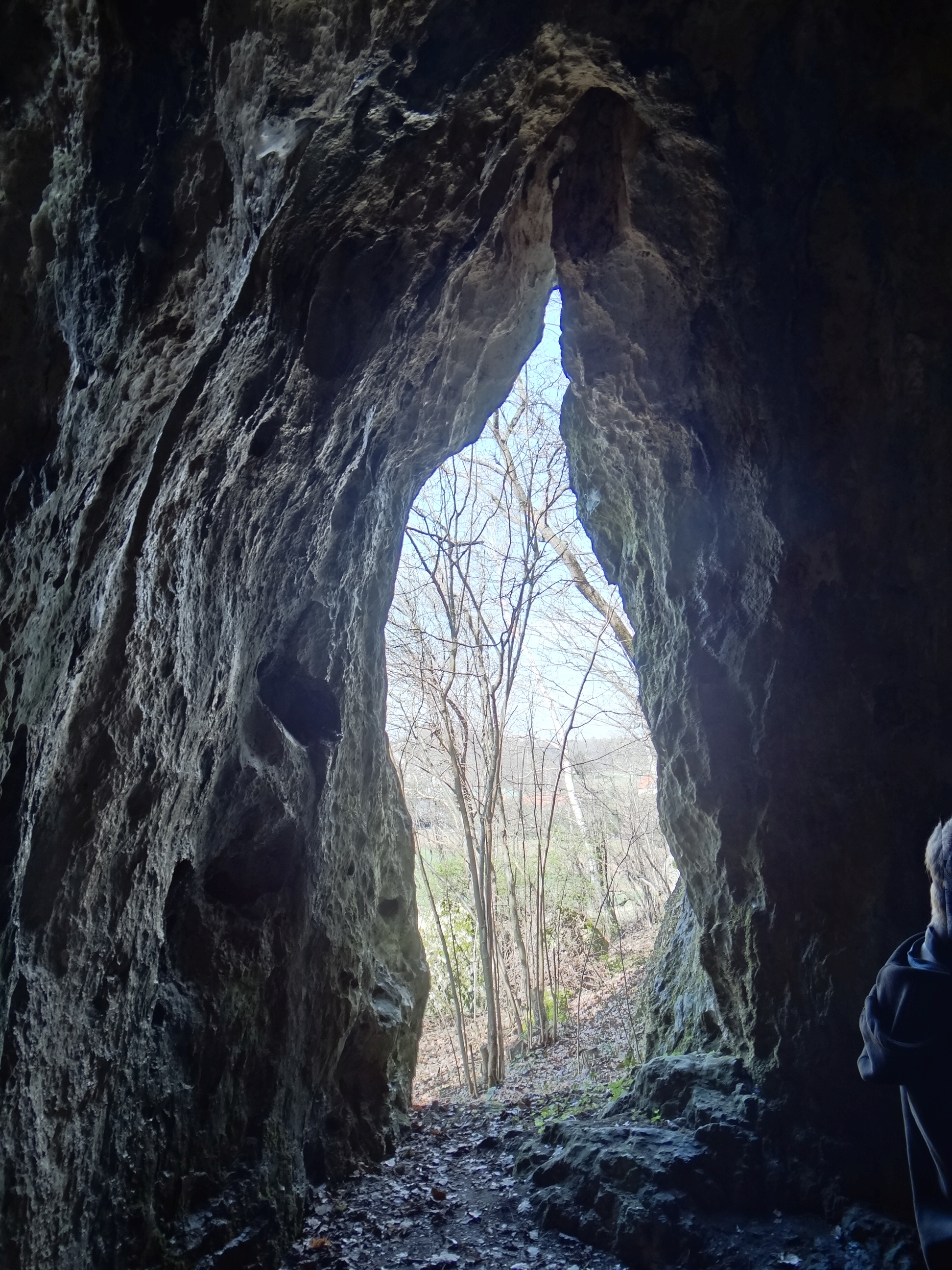